# Kees Tukker
Kees Tukker (Giessendam, 2 augustus 1955) is een Nederlands journalist. Hij werkte bij de NOS en de AVRO, waar hij tussen 2005 tot 2011 verantwoordelijk was voor de televisieprogrammering. In de jaren negentig stond hij onder andere aan de basis van de samenwerking tussen de AVRO, KRO en NCRV in Netwerk en Goedemorgen Nederland.
Als freelancer produceerde Tukker enkele opdrachtfilms. In de jaren tachtig publiceerde hij een gedichtenbundel in samenwerking met de Utrechtse kunstenaar Hans Laban, en een verhaal in Torenomgang, een ter gelegenheid van het 600-jarig bestaan van de Domtoren uitgebrachte bundel met gedichten, tekeningen en verhalende fictie. In diezelfde periode schreef hij met twee anderen het boek Oude ambachten, dat in 1984 uitgegeven werd door uitgeverij Het Spectrum. Bij de AVRO was hij nog eindredacteur van De politieke dieren van Paars, in 1998 uitgegeven door Unieboek/Van Reemst. In 2018 publiceerde hij bij Ambo|Anthos De voedselcommissaris, een op diepgaand onderzoek gebaseerd verhaal over het verzet binnen de voedselvoorziening in de Tweede Wereldoorlog.